# Вулиця Високий Замок
Вулиця Висо́кий За́мок — вулиця у Галицькому районі міста Львів, у межах парку «Високий Замок», при підніжжі Замкової гори. Пролягає від нижньої тераси Замкової гори (збіг вулиць Ужгородської та Замкової) до збігу вулиць Максима Кривоноса та Опришківської.

## Будівлі
На вулиці розташовано лише кілька будинків. 
- № 1. — будиночок садівника, збудований у 1868 році[2].
- № 4. — комплекс будівель Львівської обласної державної телерадіокомпанії, споруджений на місці колишнього австрійського порохового складу, закладеного тут на початку XIX століття.
- № 7. — ресторан «Високий Замок»[3].
- № 9. — РТПС «Львів» Концерну радіомовлення, радіозв'язку та телебачення, який забезпечує ефірну трансляцію програм телебачення та радіопрограм в УКХ і FM діапазонах[4].

## Пам'ятні місця
На фасаді головної будівлі Львівської обласної державної телерадіокомпанії встановлено меморіальну таблицю В'ячеславу Чорноволу, який працював тут у 1960—1963 роках. Біля прохідної телестудії встановлено невеликий меморіал: фіґуру Божої матері з присвятою «Козакам-запорожцям, полеглим при визволенні Львова, похованим тут».

## Галерея

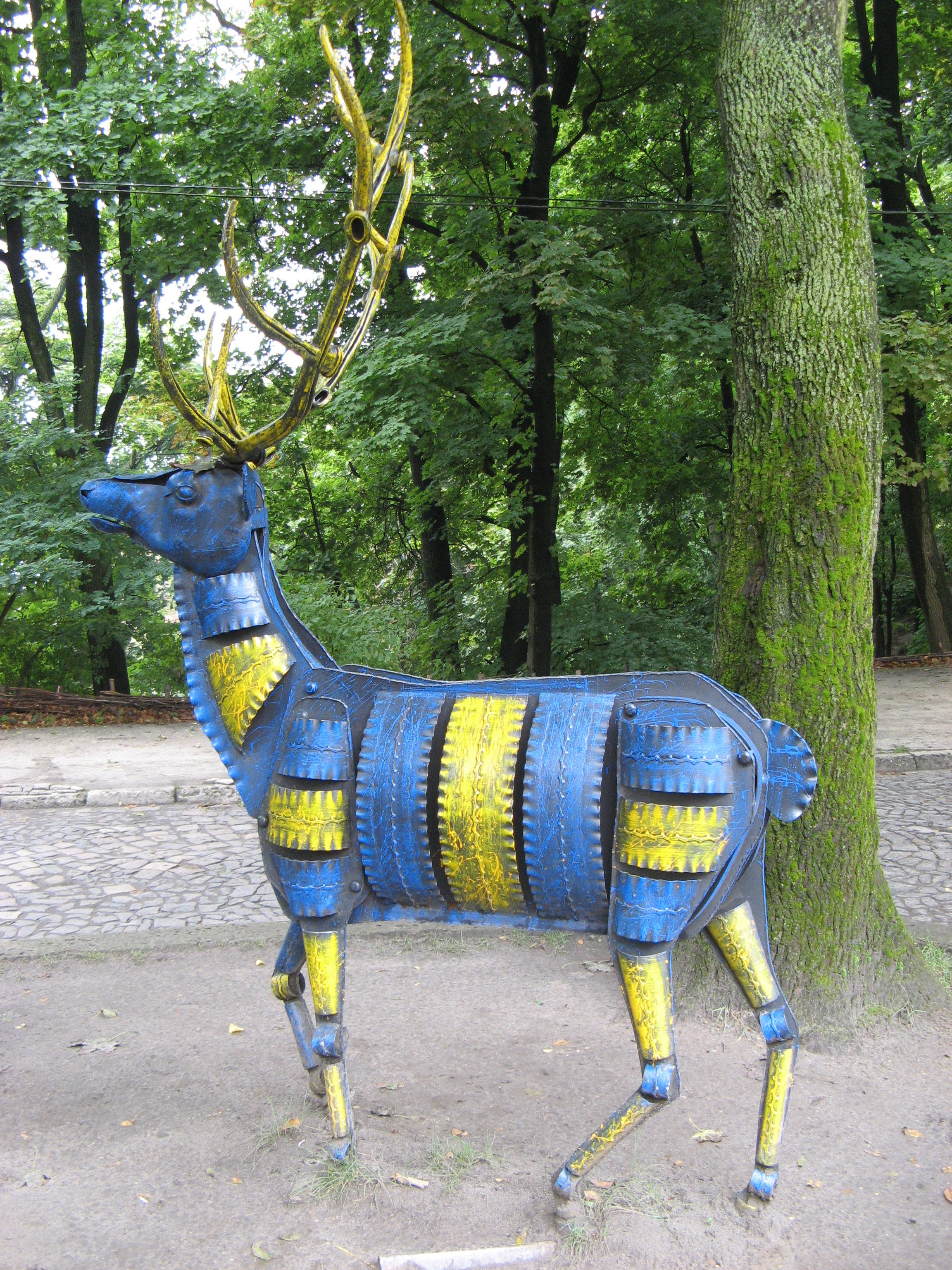
Вулиця Високий замок біля ресторану «Високий замок»